# Karel Konrád
Karel Konrád (né le 28 mars 1899 à Louny – mort le 11 décembre 1971 à Prague) est un écrivain et journaliste tchèque. Il faisait partie du groupe Devětsil.